# William McDonough

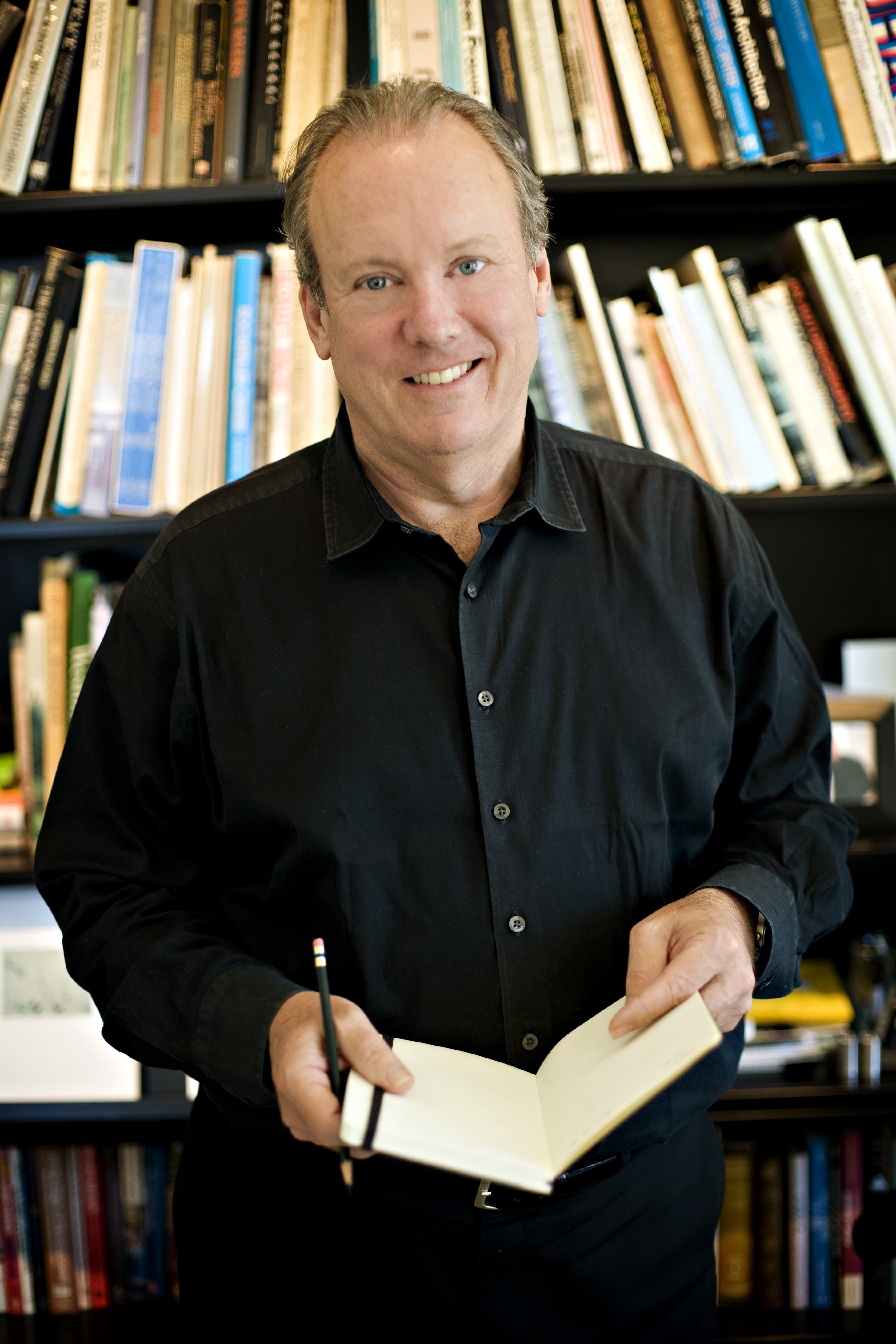
William McDonough

William Andrews McDonough  is een Amerikaanse architect en de oprichter van architectenbureau William McDonough + Partners. Deze ‘goeroe van het duurzaam bouwen en produceren’ werd in 1999 door het Amerikaanse tijdschrift Time uitgeroepen tot ‘held voor de planeet’, omdat ‘zijn utopisme  is verankerd in een levensfilosofie die het ontwerp van de wereld op aantoonbare en praktische manieren verandert’.  McDonough is gespecialiseerd in het ontwerpen van milieuvriendelijke gebouwen en steden en het (veel) schoner maken van industriële productieprocessen. Samen met de Duitse chemicus Michael Braungart schreef hij in 2002 het visionaire boek Cradle to Cradle: remaking the way we make things, dat in Nederland werd uitgegeven onder de titel Cradle to cradle – Afval = voedsel.

## Biografie
William McDonough werd op 21 februari 1951 geboren in Tokio en ging naar school op het Dartmouth College (New Hampshire, VS) en later op de Yale University (Connecticut, VS). In 1981 vestigde hij zich als zelfstandig architect. Zijn eerste grote opdracht was het hoofdkantoor van het Environmental Defense Fund, in 1984. Zijn opdrachtgever wilde een gebouw met een optimale luchtkwaliteit, waardoor McDonough zich voor het eerst intensief moest bezighouden met het belang van duurzame ontwikkeling.
Het architectenbureau van McDonough is gevestigd in Charlottesville, in de Amerikaanse staat Virginia, met een kleine dependance in San Francisco. McDonough verhuisde zijn kantoor in 1994 van New York naar Charlottesville omdat hij daarnaast decaan werd aan de School voor Architectuur in de Universiteit van Virginia.  In 1999 legde hij deze functie weer neer, omdat hij zich verder wilde verdiepen in eco-effectief bouwen en produceren.
Een aantal grote en succesvol uitgevoerde  ‘groene’ opdrachten voor Amerikaanse bedrijven als Gap, Nike en Herman Miller (kantoormeubilair) leidde in 1999 tot een beroemde opdracht van autofabrikant Ford. McDonough moest van Fords grootste fabriek, de 85 jaar oude, legendarische River Rouge Plant met een oppervlakte van bijna vijf km² (!) en 6000 werknemers, een duurzame en kosteneffectieve fabriek maken. In oktober 2002 kreeg het gebouw waar de vrachtwagens worden gemaakt het grootste ‘levende dak’ ter wereld:  40.000 m² begroeid met sedum, een laagblijvend vetplantje dat niet alleen regenwater opvangt en zuivert, maar ook de temperatuur in de fabriekshal aangenaam houdt, waardoor sterk wordt bespaard op inpandige klimaatbeheersing (verwarming en airconditioning). Dit scheelt Ford jaarlijks miljoenen dollars, terwijl op het dak zelf al na vijf dagen de eerste plevieren broedden. Op dit moment ontwerpt McDonough twaalf nieuwe steden op zonne-energie in China, met landbouwgronden óp de daken.
McDonough is tevens senior adviseur en zakenpartner bij VantagePoint Venture Partners, een van ’s werelds grootste investeringsmaatschappijen in schone technologie.

## Onderscheidingen en kritiek
Het innovatieve werk van William McDonough wordt met grote belangstelling gevolgd door beleidsmakers overal ter wereld. In 1996 werd hij dan ook de eerste en enige individuele ontvanger van de presidentiële onderscheiding voor duurzame ontwikkeling, de hoogste milieuonderscheiding die de VS toekent. In 1999 riep Time magazine hem uit tot ‘Held voor de Planeet’ en in 2007 kende hetzelfde tijdschrift hem en Michael Braungart de eretitel ‘Milieuhelden’ toe. In 2003 gaf de EPA, een Amerikaanse federale organisatie, hem een prijs voor zijn niet-aflatende zoektocht naar ‘groene chemie’ en in 2004 ontving hij in de VS een landelijke ontwerpers prijs voor milieudesign.
Naast lof krijgt William McDonough ook kritiek. Volgens een artikel in het Amerikaanse Fast Company Magazine zou McDonough zijn certificeringsprocessen en zijn ontdekkingen op het gebied van schoon produceren zó goed beschermen, dat hij daarmee niet inspireert tot samenwerking met anderen en met het bedrijfsleven. Ook zou het energieverbruik in sommige door hem ontworpen gebouwen niet altijd zo effectief zijn als McDonough vooraf had voorspeld.  Bij iedere vorm van kritiek springen bewonderaars onmiddellijk voor McDonough in de bres, door tegen te werpen dat zelfs áls McDonough uiteindelijk maar een kwart van zijn beloftes kan waarmaken, dat nog altijd een enorme stap vooruit is.

## Gebouwen & projecten

### In Nederland
- Park 2020 in Hoofddorp
- Almere
- Campus te Amsterdam
- IBM-kantoor in de Riekerpolder
- Europees hoofdkantoor Nike te Hilversum
- Klavertje 4 te Limburg

### In China
- Huangbaiyu
- Boeren op de daken in Liuzhou
- Tangye

### Overig
- Ford River Rouge Complex
- Adam Joseph Lewis Center for Environmental Studies

## Publicaties
- Braungart, Michael; & McDonough, William (2002). Cradle to Cradle: Remaking the Way We Make Things. North Point Press. ISBN 0-86547-587-3. In Nederlandse vertaling: Cradle to cradle – Afval = eten (2007) uitgeverij Scriptum. ISBN 9789055945771